# Kusttobis
Kusttobis (Ammodytes tobiatus, Linné 1758) är en mindre, långsmal fiskart som tillhör familjen tobisfiskar. 

## Utseende
Kusttobis är en långsmal, silverglänsande fisk med tydligt underbett. Överkäken kan dock förlängas till en strut, som används vid näringssök. Ryggen är blå- till grönaktig. Ryggfenan är mycket lång, medan den saknar bukfenor. Den är mycket lik havstobisen, men skiljs från denna på att bukfjällen sitter i jämna rader. Kusttobisen kan bli upp till 20 cm lång.

## Vanor
Kusttobisen är en stimfisk, som under näringssöket uppträder pelagiskt på djup mellan 1 och 25 m. Hela stimmet kan emellertid gräva ner sig i havsbottnen och gömma sig där i flera timmar. Den lever på zooplankton, fiskyngel och mindre kräftdjur. Själv är kusttobisen viktig föda för andra fiskarter, såsom havsöring och torsk. Det förekommer även att den tas av havsfågel.
Fisken övervintrar i en form av dvala, nergrävd i bottenmaterialet på 20 till 50 meters djup.
Kusttobisen blir åtminstone 7 år gammal.

### Fortplantning
Det finns två skilda stammar som leker på våren respektive hösten. Trots vissa anatomiska skillnader räknas de emellertid inte som underarter. För leken föredrar den sandbotten, där honan kan lägga upptill 15 000 klibbiga ägg. De nykläckta ynglen är pelagiska.

## Utbredning
Arten förekommer från Biscayabukten norrut till Brittiska öarna, Island, längs Norges kust till Vita havet och via Nordsjön till södra Östersjön.

## Andra namn
På svenska kallas kusttobis även blå tobis (blåtobis), gröning, sandål eller tobis.